# Leone I (abate)
Leone da Lucca (Lucca, ... – Cava de' Tirreni, 12 luglio 1079) è ricordato come 2º abate della Badia di Cava ed è venerato come santo dalla Chiesa cattolica.

## Biografia
Nei primi anni del suo governo abbaziale, Leone, originario di Lucca, ebbe vita difficile. Sant'Alferio Pappacarbone, in forza dei privilegi che gli erano stati conferiti dai principi longobardi di Salerno, lo designò suo successore, in contrasto con la tradizione che considerava i beni dei monasteri come proprietà della famiglia del fondatore. Poco dopo la morte di sant'Alferio, un quidam, turbine secularium fultus, probabilmente appartenente proprio alla famiglia Pappacarbone, irruppe nel monastero e scacciò l'abate Leone, ma poi si allontanò restituendo la carica che aveva usurpato.
Tale episodio spiegherebbe l'iniziale diffidenza che l'abate Leone ebbe verso Pietro Pappacarbone, nipote di Alferio, quando questi bussò al monastero cavense per indossare il saio benedettino.
Leone nutrì particolare devozione alla Madonna e fu amorevole verso i poveri e gli sventurati. Avendo poche disponibilità, sovente questo amore lo indusse a caricarsi di fascine che poi andava a vendere a Salerno per soccorrere i poveri. Più volte, Leone, padre spirituale del principe Gisulfo II di Salerno, riuscì ad ottenere la grazia per gli amalfitani che lottavano per sottrarsi dal potere longobardo.
Leone fu l'istitutore della congregazione cavense e a lui si deve un primo ampliamento del monastero. Il principe Gisulfo concesse a Leone nuove terre e monasteri nel Cilento. A Leone si deve la costruzione delle due chiese con annessi monasteri di San Nicola della Palma e San Leone alla località Molina (Vietri sul Mare).
Negli ultimi anni della sua vita, ormai vecchio e malandato, Leone si affiancò nel governo del monastero Pietro, con il titolo di decano. Prima del gennaio 1079, Leone lasciò definitivamente il governo nelle mani del suo successore Pietro spegnendosi poco dopo, il 12 luglio dello stesso anno. Fu sepolto nella grotta Arsicia accanto al suo maestro sant'Alferio.
Nel 1911 le reliquie di Leone furono riposte sotto l'altare che gli fu dedicato di fronte alla grotta Arsicia.